# Группа «D» IV департамента МВД ПНР
Отдельная Группа «D» IV департамента МВД ПНР (пол. Samodzielna Grupa „D” Departamentu IV MSW), полное название — Оперативная группа дезинтеграционных задач (пол. Grupa Operacyjna do Zadań Dezintegracyjnych) — польское спецподразделение в структуре IV департамента Службы безопасности МВД ПНР. Специализировалась на борьбе против Костёла и католической общественности. Действовала на особом статусе. Практиковала провокации и насилие в ходе спецопераций. После похищения и убийства капеллана «Солидарности» Ежи Попелушко лишена особого статуса, преобразована в отдел на общих основаниях.

## Структура и кадры
Отдельная группа в структуре IV департамента МВД Службы безопасности МВД ПНР была учреждена распоряжением министра внутренних дел Станислава Ковальчика 19 ноября 1973. IV департамент занимался «защитой системных принципов ПНР от враждебной антигосударственной политической, социальной и идеологической деятельности, осуществляемой с религиозных позиций». Речь шла прежде всего о преследованиях польской католической церкви и борьбе с католическим влиянием в обществе. Специфика Группы «D» заключалась в «дезинтеграционных» (отсюда название) — жёстко разрушительных — задачах. Этому подразделению заведомо давалась санкция на провокации и противозаконные действия. Католическая церковь считалась крайне опасным противником правящей компартии ПОРП, в борьбе с которым допустимы любые методы.
Первым руководителем Группы «D» был назначен подполковник Зенон Платек, впоследствии генерал бригады и начальник IV департамента. Его становились подполковник Тадеуш Грунвальд, капитан Гжегож Пиотровский, подполковник Веслав Феницкий, майор Ромуальд Бендзяк, подполковник Роберт Щепаньский. Многолетним «серым кардиналом» подразделения являлся заместитель начальника майор Вальдемар Пелка — напрямую замкнутый на Платека, он был в курсе всех операций и контролировал проведение наиболее существенных. Капитан Пиотровский непосредственно руководил наиболее жёсткими оперативными мероприятиями. Майор Богдан Кулиньский, капитаны Ханна Боруцкая и Рышард Скоковский, поручик Януш Дрождж организовывали «дезинтеграцию» католических общественных организаций, массовых церковных собраний и шествий. Майор Пётр Гросман курировал информационные кампании и региональные структуры.
15 июня 1977 группа была конституирована как 6 отдел IV департамента. Полномочия значительно расширились, были созданы отделения на местах. Наиболее крупные и активные «подгруппы D» действовали в Кракове и Катовице. Краковское подразделение возглавляли капитаны Казимеж Александрек, Барбара Боровец, Барбара Шидловская. Катовицким подразделением руководили майор Тадеуш Хмелевский и майор Эдмунд Перек.
Как и другие подразделения СБ МВД ПНР, Группа «D» тесно взаимодействовала с КГБ СССР. В ноябре 1975 начальник IV департамента полковник (впоследствии генерал бригады) Конрад Страшевский подписал соглашение о совместных мероприятиях против Ватикана с V управлением КГБ. Зафиксировано 25 служебных поездок офицеров Группы «D» в СССР и 4 приезда функционеров КГБ в ПНР. Особенно интенсивными контакты стали после избрания Папой Римским поляка Кароля Войтылы — Иоанна Павла II.
Кадры Группы «D» комплектовались по тщательному индивидуальному отбору, на основе идеологической благонадёжности и серьёзных рекомендаций. Требовались не только отточенные оперативные навыки, физическая подготовка, личная жестокость и приверженность коммунистическому атеизму. Предпочтение отдавалось офицерам с высшим образованием (особенно техническим) и высоким интеллектуальным уровнем. Идеологический догматизм доводился до фанатичной ненависти к религии и верующим. Правовое мышление не приветствовалось, поскольку многие действия носили криминальный характер даже по законам ПНР. В некоторых случаях новые сотрудники сами подвергались жёсткой обработке, типа имитации убийства в лесу с выкапыванием себе могилы — таким путём формировалось презрение к человеческой жизни, готовность выполнить любой преступный приказ. Функционеры IV департамента составили своего рода «внутреннюю касту» даже в органах госбезопасности: по их самосознанию — элитную, реально — изолированную и отчуждённую.

## Методы и действия
Перед Группой «D» ставились задачи максимального подрыва авторитета польской католической церкви и её служителей, давления на католические организации и разложения их изнутри, подавление католической активности в целом и нейтрализация отдельных активистов. Поскольку католическая церковь обладала в Польше широким влиянием на массы, деятельность департамента и группы считалась особо важной и была глубоко зашифрована. Существование Группы было засекречено даже в системе СБ МВД. Служебной документации, как правило, не велось, либо велась особым порядком и быстро уничтожалась.
С момента создания Группа «D» приступила к срыву католических массовых мероприятий, прежде всего паломничеств к Ясной Гуре. Совершались нападения и избиения паломников, подбрасывались наркотики, порнографические издания, имитировались опьянения и т. д.. Этими действиями руководили капитан Пиотровский, поручик Дрождж, капитан Боруцкая. Провоцировались и разжигались конфликты в среде духовенства и мирян. Фабриковался и вбрасывался в СМИ «компромат» на Иоанна Павла II и примаса Польши кардинала Стефана Вышиньского. Специально учреждённые издания Ancora, Nowa Droga, Forum Katolików, подконтрольные майору Гросману, устраивали информационные провокации. В августе 1976 после рабочих протестов в Радоме, был похищен, избит и вскоре скончался ксёндз Роман Котляж, считавшийся капелланом забастовщиков.
Группа «D» активно участвовала в противостоянии ПОРП и СБ с независимым профсоюзом Солидарность. Острие «дезинтеграции» направлялось против священников, сотрудничающих с профсоюзом. В Кракове оперативницы Боровец и Шидловская вели плотную слежку и планировали нападение на квартиру ксендза Анджея Бардецкого, редактора Tygodnik Powszechny. Только ДТП, устроенное пьяным Пиотровским и получившее огласку, предотвратило эту акцию. Особенной жёсткостью отличалась в Катовице «секция 4» майора Перека, организовавшая несколько актов провокационного насилия против шахтёрских организаций «Солидарности».
Действия дополнительно ужесточились в период военного положения. 21 января 1983 оперативники Пиотровского похитили и истязали католического активиста историка Януша Крупского. Той же зимой осуществлялись дискредитационные спецмероприятия перед приездом в Польшу Иоанна Павла II. Распространялись слухи и публикации в СМИ, искажающие церковные позиции по ряду вопросов, (например, по решениям Второго Ватиканского собора). За священниками, считавшимися опасными для властей, велось постоянное наблюдение организовывались провокации.

## Убийство Ежи Попелушко
Визит Иоанна Павла II в Польшу наглядно показал огромное влияние католической церкви в стране. Руководители ПОРП, особенно «партийный бетон», были крайне обеспокоены этим. Силовой лидер «бетона» Мирослав Милевский, член Политбюро и секретарь ЦК, принял решение нанести активные удары по оппозиционному духовенству. Самым ярким представителем католического протеста был капеллан «Солидарности» ксёндз Ежи Попелушко. Начальник IV департамента генерал Платек распорядился «заставить его замолчать». Заместитель Платека полковник Адам Петрушка поручил акцию офицерам Группы «D»/6 отдела — капитану Пиотровскому, поручику Лешеку Пенкале и поручику Вальдемару Хмелевскому (для Пиотровского участие в крупном мероприятии было важно и по карьерным соображениям, он рассчитывал обратить на себя благосклонное внимание министра внутренних дел генерала Чеслава Кищака). 19 октября 1984 Пиотровский, Пенкала и Хмелевский похитили и убили Ежи Попелушко.
Но последствия оказались совсем не те, что ожидали убийцы и их начальство. Взрыв возмущения в обществе побудил министра Кищака и самого генерала Ярузельского использовать ситуацию для устранения конкурентов в партийной верхушке, прежде всего Милевского. Петрушка, Пиотровский, Пенкала и Хмелевский были арестованы и осуждены на длительные сроки заключения. 6 отдел IV департамента МВД был преобразован в 4 отдел, функционирующий на общих основаниях.
Однако по ряду признаков за структурой сохранились прежние функции. Её функционеры подозреваются в ряде убийств католических священников, совершённых до конца 1980-х, включая гибель капеллана KPN и SZPP Сильвестра Зыха уже в 1989.

## Общественное восприятие
После смены общественно-политического строя Польши в 1989—1991 деятельность Группы «D» прекратилась. Большая часть документации считается уничтоженной. Группа «D» заслужила в Польше крайне одиозную репутацию (даже на фоне других карательных служб ПНР). Деятельность этой структуры рассматривается как своего рода эталон бесчеловечной жестокости.
Конрад Страшевский стал крупным деятелем туристического бизнеса. Зенон Платек привлекался к судебной ответственности за убийство Ежи Попелушко, однако осудить его не удалось из-за нехватки формальных доказательств; возобновлённый процесс прекратился по состоянию здоровья обвиняемого. Эдмунд Перек занялся охранным бизнесом и погиб в криминальной разборке. Гжегож Пиотровский, освободившись после 15-летнего заключения, стал антиклерикальным публицистом.